# 新宿区立新宿西戸山中学校
新宿区立新宿西戸山中学校（しんじゅくくりつ しんじゅくにしとやま ちゅうがっこう）は、東京都新宿区百人町四丁目にある公立中学校。

## 概要
新宿区の中学校適正配置計画に基づき、2011年4月に新宿区立西戸山中学校と新宿区立西戸山第二中学校が統合され、設立された。新宿区で新しい中学校が設立されるのは、2005年の新宿区立西早稲田中学校及び新宿区立新宿中学校以来6年ぶりである。
校章のデザインや校歌の一部は、旧両校当時の地域の住民から募集し、その中から選定された。また、校歌の作曲は原田真二が手掛けた。
教育目標は「鍛錬」「参画」「飛躍」。

## 交通
- JR山手線新大久保駅
- JR山手線・西武新宿線・地下鉄東西線高田馬場駅

## 付近
- 海城学園
- 保善高等学校
- 東京都立戸山高等学校
- 学習院女子大学
- 新宿区立西早稲田中学校
- 地域医療機能推進機構東京山手メディカルセンター

## 著名な出身者
- 浜四津敏子 - 西戸山中、1960年卒、元公明党参議院議員、環境庁長官
- 柳家喜多八 - 西戸山中、1965年卒、落語家
- 十輝いりす - 西戸山中、1997年卒、元宝塚歌劇団星組男役スター
- 卜部蘭 - 西戸山中、2011年卒、陸上競技選手（中距離走）
- 西川文野 - 西戸山第二中、2007年卒、文化放送アナウンサー
- 上形洋介 - 西戸山第二中、2008年卒、サッカー選手